# وادي الشجن (الجوف)
وادي الشجن هي إحدى قرى الجمهورية اليمنية. تتبع جغرافيا لمحافظة الجوف و إداريًا لمديرية الحزم. يبلغ تعداد سكانها 2970 نسمة حسب الإحصاء الذي أجري عام 2004.